# Дара (Месопотамія)
Дара (грец. Δάρας) — важлива візантійська фортеця на півночі Месопотамії на кордоні з імперією Сасанідів. Через своє велике стратегічне значення займала чільне місце у римсько-перських конфліктах (в 530, 540, 544, 573 і 604 рр). Сьогодні на її місці знаходиться турецьке село Огуз провінції Мардін.

## Історія

### Заснування
Персько-візантійська війна (502—506 рр.) була невдалою для візантійських військ. Захарій Ритор вказує, що серед причин невдач візантійські полководці називали відсутність на околицях сильних укріплених пунктів, у той час, як супротивник мав потужну фортецю Нісібіс (що належала римлянам до її втрати в 363 р.). 
Тому, в 505 р., доки перський цар Кавад I був зайнятий на сході, імператор Анастасій I вирішив перебудувати село Дара, розташоване за 18 км на захід від Нісібісу та за 5 км від кордону з Персією, аби перетворити її у потужну фортецю, у якій можна було б дати відпочинок армії та складувати озброєння. З усієї Месопотамії були зібрані муляри та будівельники, які працювали у великому поспіху. Нове місто було побудоване на трьох пагорбах, на найвищому з яких стояла цитадель зі складами, лазнями та цистернами для води. Фортеця була названа Анастасіополем (грец. Ἀναστασιούπολις).

### Перебудова за Юстиніана
Прокопій Кесарійський пише, що через поспіх при будівництві та суворих погодних умов фортеця швидко занепала, а деякі ділянки стіни обрушилися. Імператор Юстиніан I був змушений розпочати дорогу розбудову фортеці. Мури були збудовані заново, внутрішня стіна була збільшена на один ярус, внаслідок чого її висота досягла 20 метрів. Башти також були укріплені й стали триярусними, понад 30 метрів у висоту, а навколо був викопаний рів, заповнений водою. Після завершення робіт фортеця була перейменована на Нову Юстиніанію.
Щоб забезпечити гарнізон водою був прокопаний канал, що направив річку Кордес, що протікала неподалік, через місто. Тримавші оборону також могли перекрити русло річки біля їхнього виходу із міста, і направити їх у природну підземну протоку, випадково виявлену під час повені. Вихід протоки на поверхню знаходився за 60 км від міста, що давало можливість позбавити води армію, що облягала, і не раз рятувало місто. Для захисту від повеней (одне з яких свого часу завдало великої шкоди укріпленням) була побудована дамба. При Юстиніані також були побудовані казарми та дві церкви.

## Роль в ірано-візантійських війнах та занепад
Фортеця спочатку була побудована Візантією як опорний пункт на кордоні з Персією, тому регулярно ставала свідком запеклих боїв. В 530 р. візантійська армія під командуванням Велізарія розбила персів у великій битві при Дарі. В 542 р. тут був розбитий і взятий у полон перський полководець Міхр, який діяв у рамках кампанії Хосрова I в Месопотамії. Тридцять років по тому, в 573—574 рр. місто було захоплене персами внаслідок шестимісячної облоги, якій передувала низка невдач, що спіткали греків після спроби підтримати повстання Вірменії проти Сасанідів. В 590 р. Хосров II повернув Дару Візантії разом з низкою інших міст, обіцяних як нагороду за підтримку у внутрішній усобиці. Втім, вже 604 р. він знову зайняв її після дев'ятимісячної облоги. Імператор Іраклій I повернув фортецю під свій контроль, але вже 639 р. вона була остаточно завойована арабами. Незабаром після цього Дара втратила своє військове значення, занепала і була, зрештою, занедбана.